# 세도헵툴로스
세도헵툴로스(영어: sedoheptulose) 또는 D-알트로-헵툴로스(D-altro-heptulose)는 7개의 탄소 원자가 포함된 단당류이고, 케톤기를 가지고 있는 케토스이며, 화학식은 C7H14O7이다. 세도헵툴로스는 자연계에서 발견되는 몇 안되는 칠탄당 중 하나이다.
세도헵툴로스는 세포호흡과 광합성 경로에서의 중간 생성물이다.

## 같이 보기
- 세도헵툴로스 7-인산